# 乃木神社 (那須塩原市)
乃木神社（のぎじんじゃ）は、栃木県那須塩原市にある神社である。旧社格は県社。

## 概要
明治期の軍人、乃木希典と、その夫人である乃木静子の夫妻を祀る。日清戦争後に乃木が閑居した別邸の敷地内にある。
乃木夫妻は明治天皇崩御の後を追う形で殉死し、1912年（大正元年）9月18日に葬祭が執り行われた。当地の住民は別邸前でその遥拝式を行い、式の終了後、乃木希典を祀る神社を創立しようという声が上がった。1915年（大正4年）に創立が許可され、1916年（大正5年）4月13日に社殿が竣工、鎮座が行われた。
境内および別邸跡とその周辺は乃木公園となっている。参道には約100本ものソメイヨシノの桜並木が800mに渡って連なり、桜の季節には花見客で賑わう。境内を貫いて蟇沼用水が流れをつくり、その一部は静子夫人の名を冠した「静沼」へと引かれている。
敷地の裏手に湧く、乃木の自慢であった湧泉（乃木清水）から発見された淡水産紅藻類ノギカワモズクは、1984年（昭和59年）に新品種として登録され、市指定の天然記念物となっている。

## 乃木希典那須野旧宅

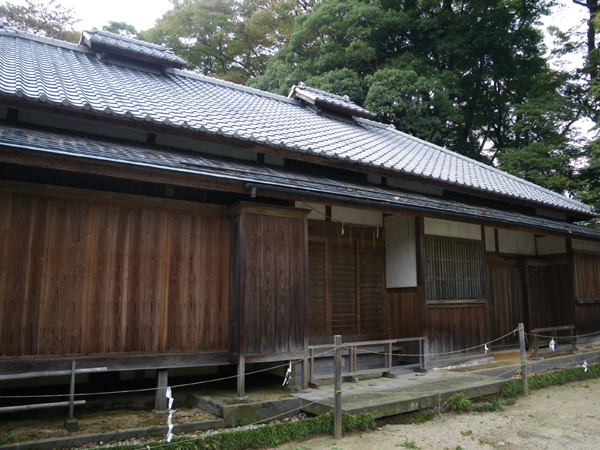
乃木希典那須野旧宅（復元）。神社の建物とは別になっている。

乃木公園内には、1892年（明治25年）に乃木が自ら設計した、農家風造りの木造平屋建て別邸「乃木希典那須野旧宅」（乃木別邸）跡があり、栃木県指定史跡となっている。乃木は1892年（明治25年）、1898年（明治31年）、および1901年（明治34年）から1904年（明治37年）の間、この別邸に閑居し、農業に従事して休職の期間を過ごした。現在の静沼は、乃木の生前には彼の水田であったという。
乃木別邸は1990年（平成2年）10月28日の不審火によって焼失し、乃木神社ではこれを過激派による放火であるとしている。乃木別邸はその後1993年（平成5年）に復元されている。

## 文化財

### 登録有形文化財
- 乃木神社本殿・拝殿[4]

### 市指定天然記念物
- 乃木神社のシダレザクラ[5]
- 乃木神社の樹林[6]
- ノギカワモズク[7]

## アクセス
- JR西那須野駅

## ギャラリー

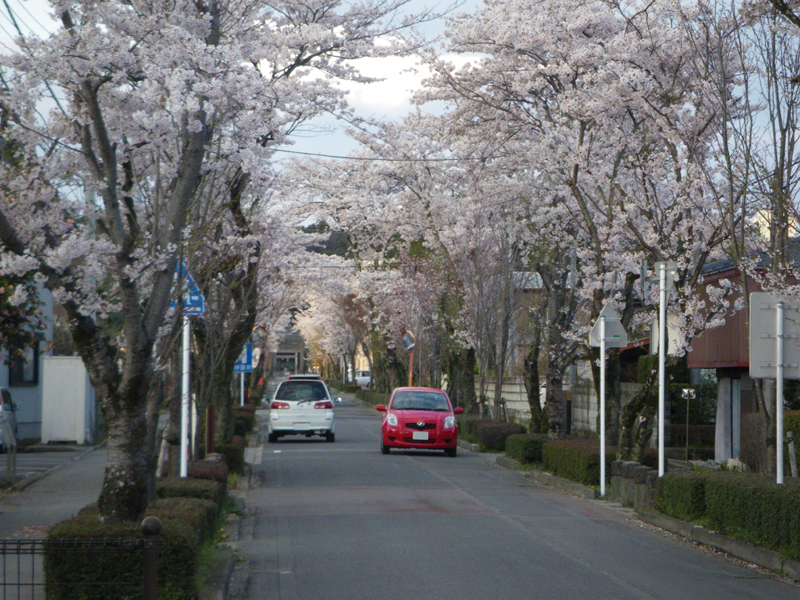
乃木神社参道の桜並木。
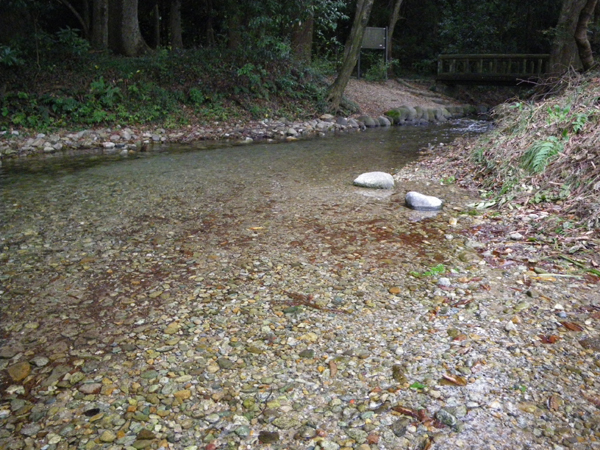
乃木清水。明治天皇から農場の自慢を尋ねられた乃木は、この泉を挙げたという。
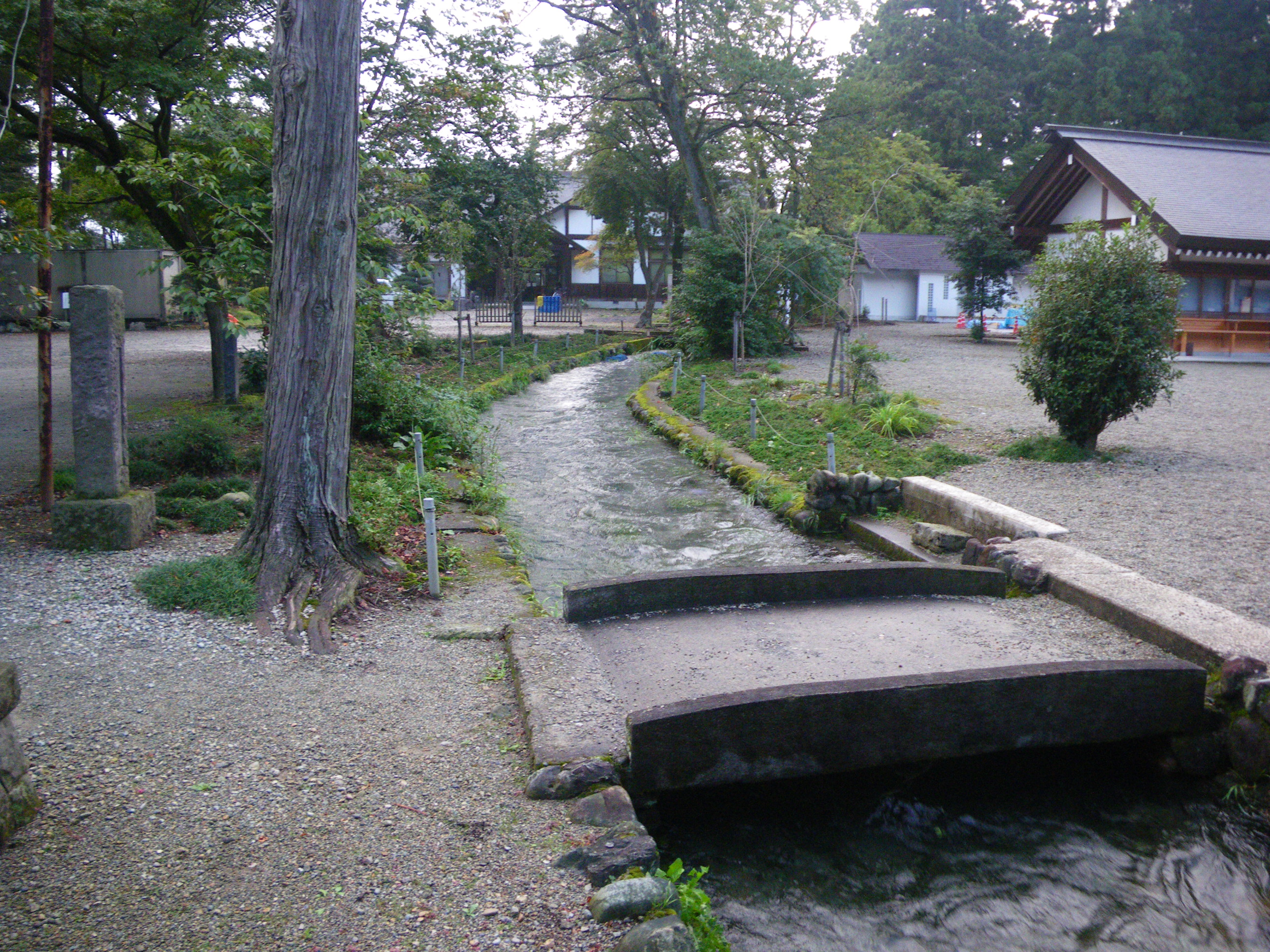
境内を流れる蟇沼用水の用水路。